# John Huston (regisseur)
John Marcellus Huston (Nevada (Missouri), 5 augustus 1906 – Middletown (Rhode Island), 28 augustus 1987) was een Amerikaans regisseur, scenarioschrijver en acteur.

## Levensloop
John Huston was de zoon van acteur Walter Huston. Hij werd zelf regisseur en debuteerde met de prent The Maltese Falcon (1941). Als hoogtepunten uit zijn oeuvre gelden onder meer Annie, Key Largo en The Asphalt Jungle. Zelf heeft hij ook in een aantal films geacteerd. Daarvan is Chinatown (1974) van Roman Polański wellicht de bekendste. Huston is samen met cineasten als Billy Wilder, Rudolph Maté, Edgar G. Ulmer en Fritz Lang in de loop van de jaren 40 bepalend geweest voor de populariteit van de film noir.
John Huston is de vader van acteurs Anjelica Huston en Danny Huston.

## Filmografie

### Als regisseur
Speelfilms
- 1941: The Maltese Falcon
- 1942: In This Our Life
- 1942: Across the Pacific
- 1948: The Treasure of the Sierra Madre
- 1948: Key Largo
- 1949: We Were Strangers
- 1950: The Asphalt Jungle
- 1951: The Red Badge of Courage
- 1951: The African Queen
- 1952: Moulin Rouge
- 1953: Beat the Devil
- 1956: Moby Dick
- 1957: Heaven Knows, Mr. Allison
- 1958: The Barbarian and the Geisha
- 1958: The Roots of Heaven
- 1960: The Unforgiven
- 1960: The Misfits
- 1962: Freud
- 1963: The List of Adrian Messenger
- 1964: The Night of the Iguana
- 1966: The Bible: In the Beginning
- 1967: Reflections in a Golden Eye
- 1967: Casino Royale
- 1969: Sinful Davey
- 1969: A Walk with Love and Death
- 1970: The Kremlin Letter
- 1972: Fat City
- 1972: The Life and Times of Judge Roy Bean
- 1973: The Mackintosh Man
- 1975: The Man Who Would Be King
- 1979: Wise Blood
- 1980: Phobia
- 1981: Escape to Victory
- 1982: Annie
- 1984: Under the Volcano
- 1985: Prizzi's Honor
- 1987: The Dead

Documentaire's
- 1943: Report from the Aleutians
- 1945: The Battle of San Pietro
- 1946: Let There Be Light

### Als scenarioschrijver
- 1930: The Storm
- 1931: A House Divided
- 1932: Murders in the Rue Morgue
- 1938: The Amazing Dr. Clitterhouse
- 1938: Jezebel
- 1941: High Sierra
- 1941: The Maltese Falcon
- 1941: Sergeant York
- 1946: The Killers
- 1946: Three Strangers
- 1948: The Treasure of the Sierra Madre
- 1948: Key Largo
- 1949: We Were Strangers
- 1951: The African Queen
- 1952: Moulin Rouge
- 1953: Beat the Devil
- 1956: Moby Dick
- 1957: Heaven Knows, Mr. Allison
- 1964: The Night of the Iguana
- 1975: The Man Who Would Be King
- 1988: Mr. North

### Als acteur
- 1963: The Cardinal
- 1967: Casino Royale
- 1968: Candy
- 1968: Rocky Road to Dublin (documentaire)
- 1969: De Sade
- 1970: Myra Breckinridge
- 1971: The Deserter
- 1971: Man in the Wilderness
- 1971: The Bridge in the Jungle
- 1972: Rufino Tamayo: The Sources of His Art (documentaire)
- 1973: Battle for the Planet of the Apes
- 1974: Chinatown
- 1975: Breakout
- 1975: The Wind and the Lion
- 1977: Tentacles
- 1977: The Hobbit
- 1978: Il grande attacco
- 1978: The Bermuda Triangle
- 1978: Angela
- 1979: The Visitor
- 1979: Winter Kills
- 1980: Head On
- 1980: The Return of the King
- 1982: Cannery Row (verteller)
- 1983: A Minor Miracle
- 1984: Notes from Under the Volcano (documentaire)
- 1984: Lovesick
- 1985: The Black Cauldron (verteller)
- 1986: Momo